# Urera acuminata
Urera acuminata là loài thực vật có hoa trong họ Tầm ma. Loài này được (Poir.) Gaudich. ex Decne. miêu tả khoa học đầu tiên năm 1834.